# Pauridiantha hirtella
Pauridiantha hirtella là một loài thực vật có hoa trong họ Thiến thảo. Loài này được (Benth.) Bremek. mô tả khoa học đầu tiên năm 1940.